# Kloster Pontigny

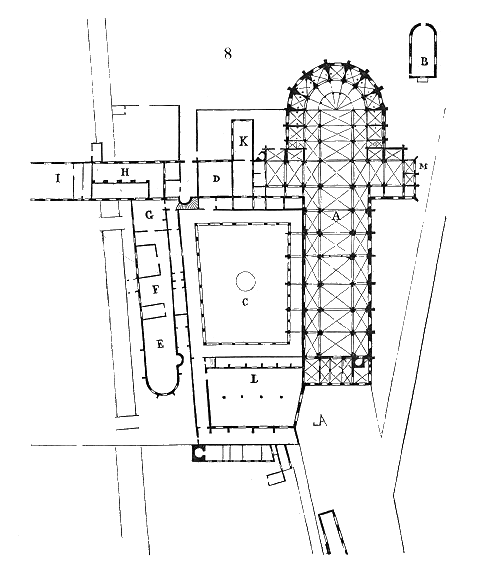
Klosterplan von Pontigny

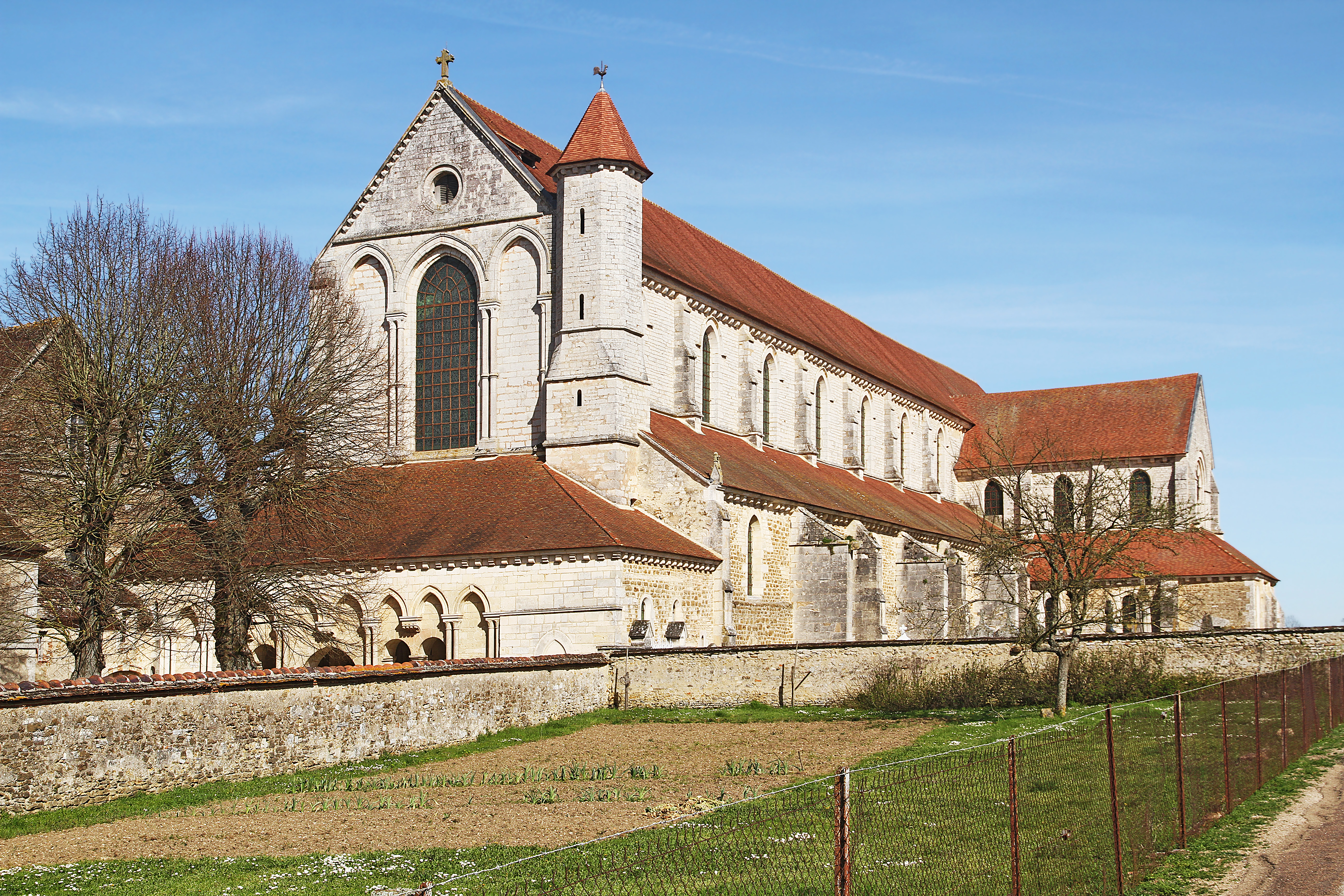
Abteikirche mit Narthex und Treppenturm von Westen

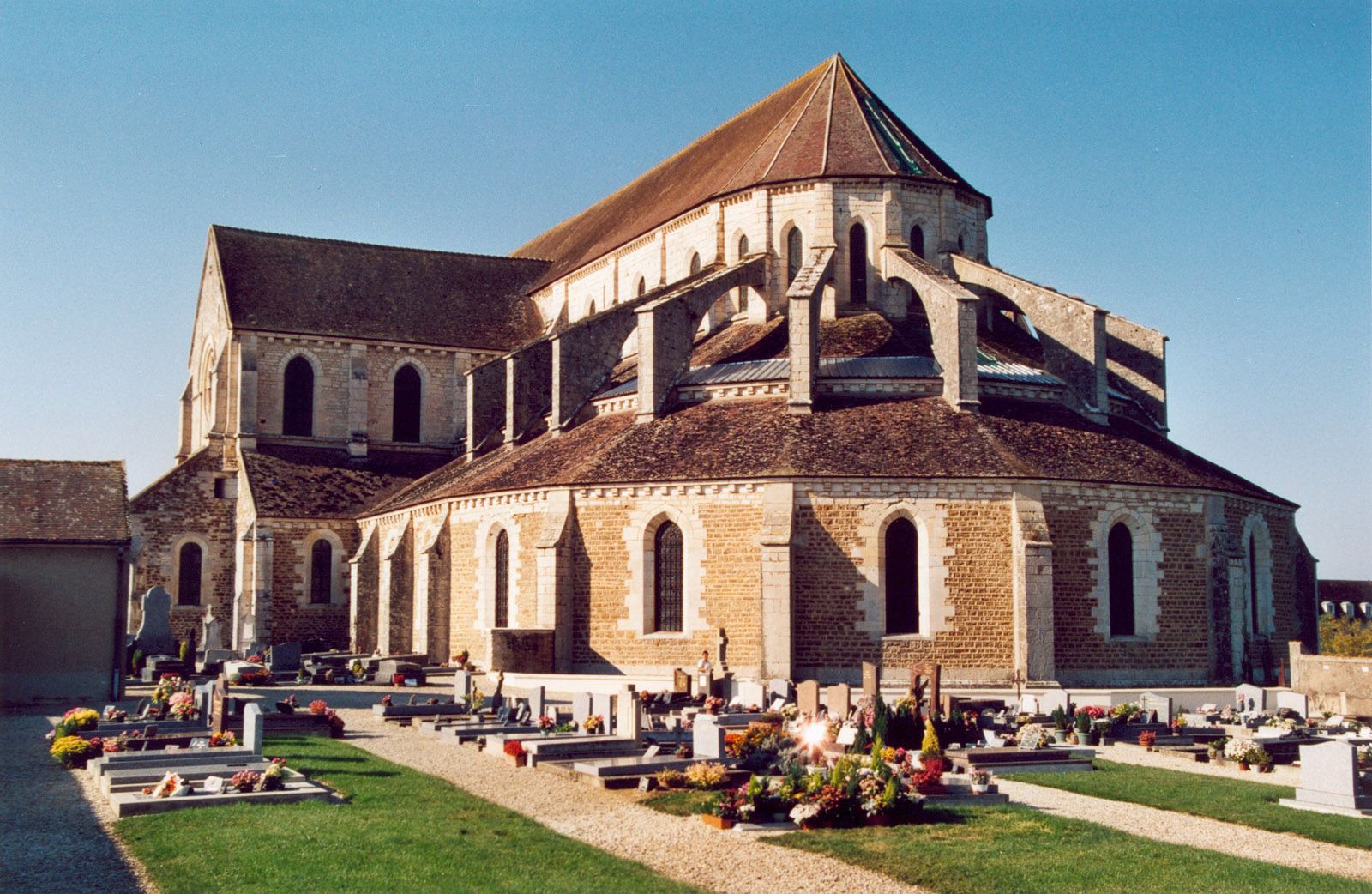
Chor der Abteikirche mit Kapellenkranz und Strebebögen von Osten

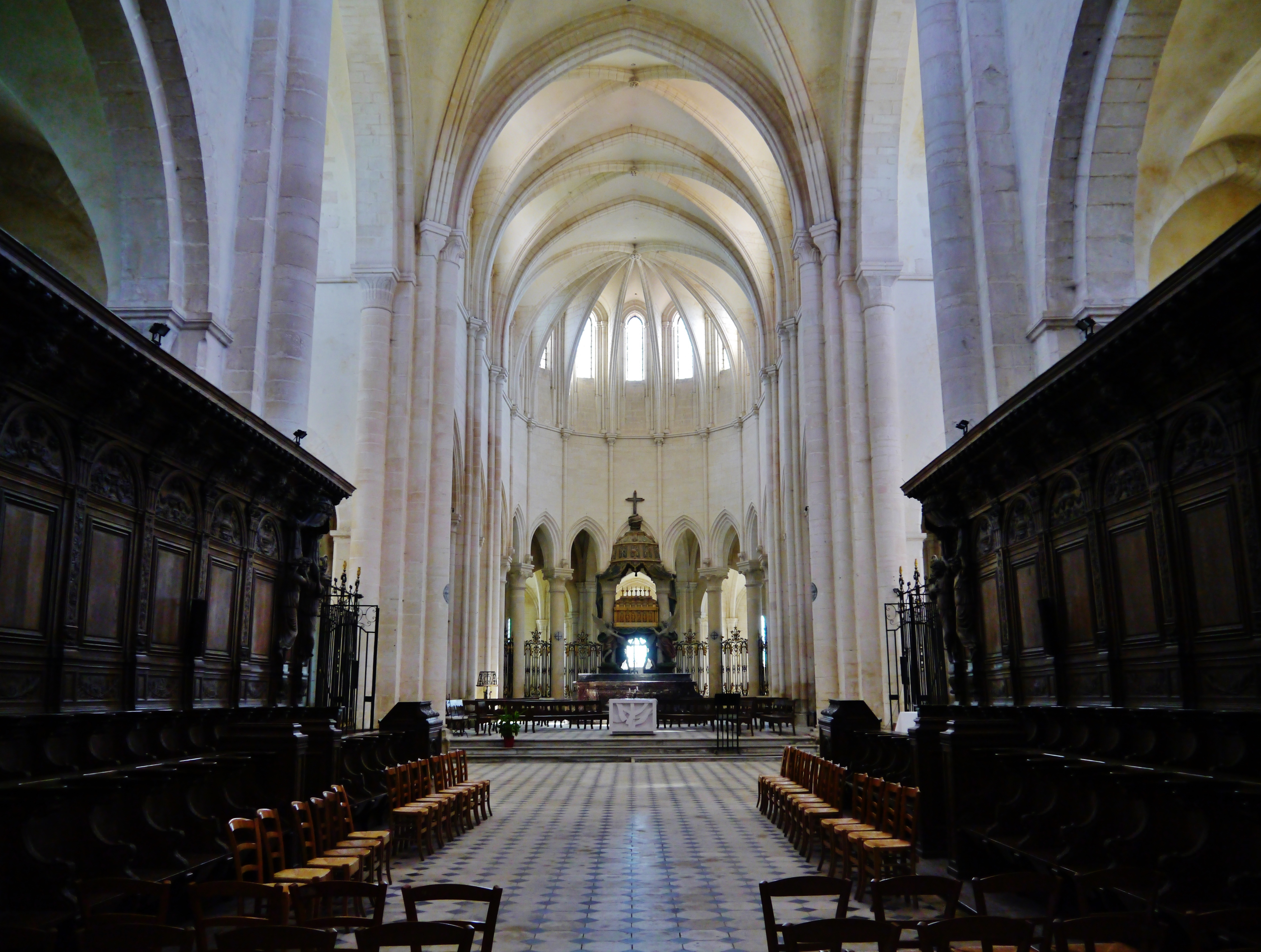
Chor mit Chorgestühl (stalles)

Das Kloster Pontigny (lat. Abbatia Pontiniacum) ist eine ehemalige Primarabtei des Zisterzienserordens, am Flüsschen Serein in Frankreich gelegen, ca. 300 m östlich des ca. 800 Einwohner zählenden Orts Pontigny, knapp 20 km (Fahrtstrecke) nordöstlich von Auxerre bzw. nordwestlich von Chablis im Département Yonne im Nordwesten der Region Bourgogne-Franche-Comté und 13,5 km von der Grenze zur Region Grand Est (Großer Osten). Es liegt 147 km südöstlich von Paris, 133 km nordwestlich des Mutterklosters Cîteaux und 179 km nordnordwestlich der Benediktinerabtei Cluny, des Ausgangspunkts der burgundischen Romanik.

## Geschichte
Die Zisterzienserabtei von Pontigny ist eine der vier Primarabteien, die vom Mutterkloster aller Zisterzienser, der Abtei Cîteaux, aus gegründet wurden. Das turmlose gotische Mönchskloster, die „zweite Tochter von Cîteaux“, steht auf ehemals unwegsamem Sumpfgebiet und wurde im Jahr 1114 mit 12 Mönchen unter Abt Hugo von Mâcon aufgebaut.
Die Grafschaft Auxerre, in der Pontigny lag, gehörte im 12. Jahrhundert noch gar nicht zu Burgund. Sie war 1006–1273 mit der Grafschaft Nevers verbunden, kam 1242 erstmals durch Heirat an einen Herzog von Burgund, Odo, dann 1265–1270 an den Kapetinger Johann von Damiette, dann ans flandrische Haus Dampierre und schließlich durch Heirat der Erbin Margarete III. mit Herzog Philipp II. 1369 endgültig an das Herzogtum Burgund. Das Bistum Auxerre, dem Pontigny angehörte, war ein Suffragan des Erzbistums Sens, dem auch die Bistümer Paris und Chartres und damit die außer Reims wichtigsten Zentren des französischen Kronlandes unterstanden.
König Ludwig VI. gewährte der Abtei 1131 lukrative Privilegien. In der Folgezeit empfing sie reiche Zuwendungen durch Thibaut (Teobald) II., Graf der Champagne und (als Thibaut IV) Graf von Blois.
Pontigny selbst wurde zum Mutterkloster für 43 Tochterabteien in Europa, darunter die unmittelbaren Tochtergründungen der Klöster Bourras, Cadouin, Fontainejean, Jouy, Saint-Sulpice, Quincy, Chaalis, Les Roches, Cercamp, Trizay, L’Estrée, L’Étoile, Notre-Dame-de-Ré, Dalon, Le Pin und Valence sowie im damaligen Ungarn (heute Rumänien) des Klosters Igriș.
Im Verlauf der Französischen Revolution wurde das Kloster aufgehoben; die Klostergebäude wurden bis auf die Kirche, einen Flügel des Kreuzgangs und das Gebäude der Laienbrüder zerstört.
Der Regionalrat Bourgogne-Franche-Comté erwarb 2003 die Kirche mit dem umliegenden Areal und verkaufte beides 2020 einer Stiftung, die dort ein Hotel, ein Gourmetrestaurant und Museen errichten möchte.

## Architektur
Heute steht nur noch die Kirche aus exakt behauenem hellen Kalkstein. Mit 108 m Länge und 25 m Breite ist sie die größte erhaltene Abteikirche der Zisterzienser. Sie war die zweite Kirche des Klosters. Der Baubeginn ist nicht chronikalisch erwähnt, die höchste Wahrscheinlichkeit haben die Jahre 1137, 1138 (in diesem erwarb das Kloster einen Steinbruch) oder 1140. Mitsamt dem Narthex (Vorhalle) kann sie 1170 fertiggestellt worden sein. Der erste, gerade geschlossene Chor bestand wohl aus nur einem einzigen Joch und hatte noch keinen Umgang, aber zu beiden Seiten schlossen an die Ostseite des Querhauses je drei Kapellen an. Schon 1185 bis 1212 wurde dieser einfache Chor durch den heutigen polygonalen Chor mit Strebewerk und einem entsprechenden Chorumgang mit Kapellenkranz ersetzt. Dessen Fassade ist wie die der Seitenschiffe des Langhauses aus leicht bräunlichem Sandstein.
Daher ist die ursprüngliche Gestaltung nur noch im Langhaus und im Querhaus erhalten. Die Seitenschiffe des Langhauses haben noch spitzbogige Kreuzgratgewölbe nach dem mit Cluny III (Baubeginn 1088) eingeführten Muster. Als Neuerung gegenüber der burgundischen Romanik mit ihren Tonnengewölben über den Mittelschiffen und ihren fast durchweg rundbogigen Wandöffnungen ist jedoch im Langhaus von Pontigny das Mittelschiff in Joche gegliedert und mit Kreuzrippengewölben gedeckt, und alle Fenster sind spitzbogig. Mit dieser Kombination hatte die Klosterkirche von Anfang an Anteil an der gleichzeitig im nahen Kronland aufkommenden Gotik (Kathedrale von Sens ab 1135, Chorumgang der Basilika von Saint-Denis ab 1140). Weil ursprünglicher Chor und erhaltenes Langhaus ohne Strebebögen errichtet wurden (wie sie die romanische Abteikirche Cluny III hatte), wird sie trotzdem zumeist als romanisch bezeichnet. Eine für die Stilzuordnung allerdings belanglose Besonderheit weisen die Vorlagen des Mittelschiffsgewölbes auf: Die Diagonalrippen stützen sich auf die Ecken vom Boden ausgehender flacher rechteckiger Wandpfeiler, aber die Gurtbögen stützen sich auf Halbsäulen, die nicht am Boden beginnen, sondern mehrere Meter über dem Fußboden auf Konsolen.
Im jüngeren Chor stützen sich Rippen wie Gurtbögen auf am Boden beginnende Dienste mit runden Querschnitten. Und der die Seitenschiffe fortsetzende Chorumgang und seine Kapellen haben ebenso Kreuzrippengewölbe wie der Hochchor.
Außen ist der Chor mit Strebebögen ohne Fialaufsätze ausgestattet. Ähnliche Strebebögen erhielt etwa gleichzeitig der Limburger Dom. Wie an vielen anderen Kirchen der Ersten Gotik haben die Fenster von Schiff und Chor kein Maßwerk.
Wände und Gewölbestrukturen beider Teile der Kirche sind in schlichtem Weiß gehalten – wie die Kutten der Zisterzienser.
Die Lage des Kreuzgangs und der übrigen Klostergebäude (Kapitelsaal, Refektorium, Dormitorium etc.) auf der Nordseite der Kirche war zwar nicht üblich, befand sich aber durchaus in Übereinstimmung mit den Ordenstraditionen (vgl. Kloster Obazine).

## Zitat
Klaus Bußmann (1977):
Der Zisterzienserorden hat die neuen Möglichkeiten der Rippenwölbung über Spitzbogen sehr schnell begriffen, sie in die Strenge und Einfachheit seines Architektursystems integriert und einen Bautypus daraus entwickelt – wie er in Pontigny in der ältesten erhaltenen Form vor uns steht –, der sich rasch in ganz Europa ausbreitete dank der straffen Organisation des Ordens […] und der leichten Handhabung des Systems, das auf die technisch komplizierten Aufrisslösungen und statischen Experimente der Wandauflösung der Île-de-France verzichtete zugunsten eines soliden, kraftvollen Aufbaues der Wand, der der burgundischen Tradition entsprach und den Bausitten fremder Länder entgegenkam: ein zweigeschossiger Aufriss aus Arkadenzone und Obergaden mit großen einfachen Lanzettfenstern, eine kräftige Durchbildung der einzelnen Joche mit eckigen Gurtbögen und Halbsäulenvorlagen, die häufig nicht bis zum Boden herabreichen, sondern auf Konsolen abgefangen werden.
(Tatsächlich ist auch bei Zisterzienserkirchen die Gestaltung der Spitzbogenfenster ohne oder mit Maßwerk eine Frage der Stilstufe, wie der Vergleich der frühgotischen Kirche des Klosters Sonnenkamp in Neukloster mit dem hochgotischen Doberaner Münster lehrt. Auch ist ein zweizoniger Wandaufriss zwar in der Île-de-France unüblich, aber der Gotik insgesamt nicht fremd, wie ein Blick ins Freiburger Münster zeigt.)

## Ausstattung
Die Kirche enthält außer einer später hinzugefügten hölzernen Chorschranke, dem Chorgestühl (stalles) und einem Baldachingrabmal keinerlei Ausstattungsgegenstände.

## Sonstiges

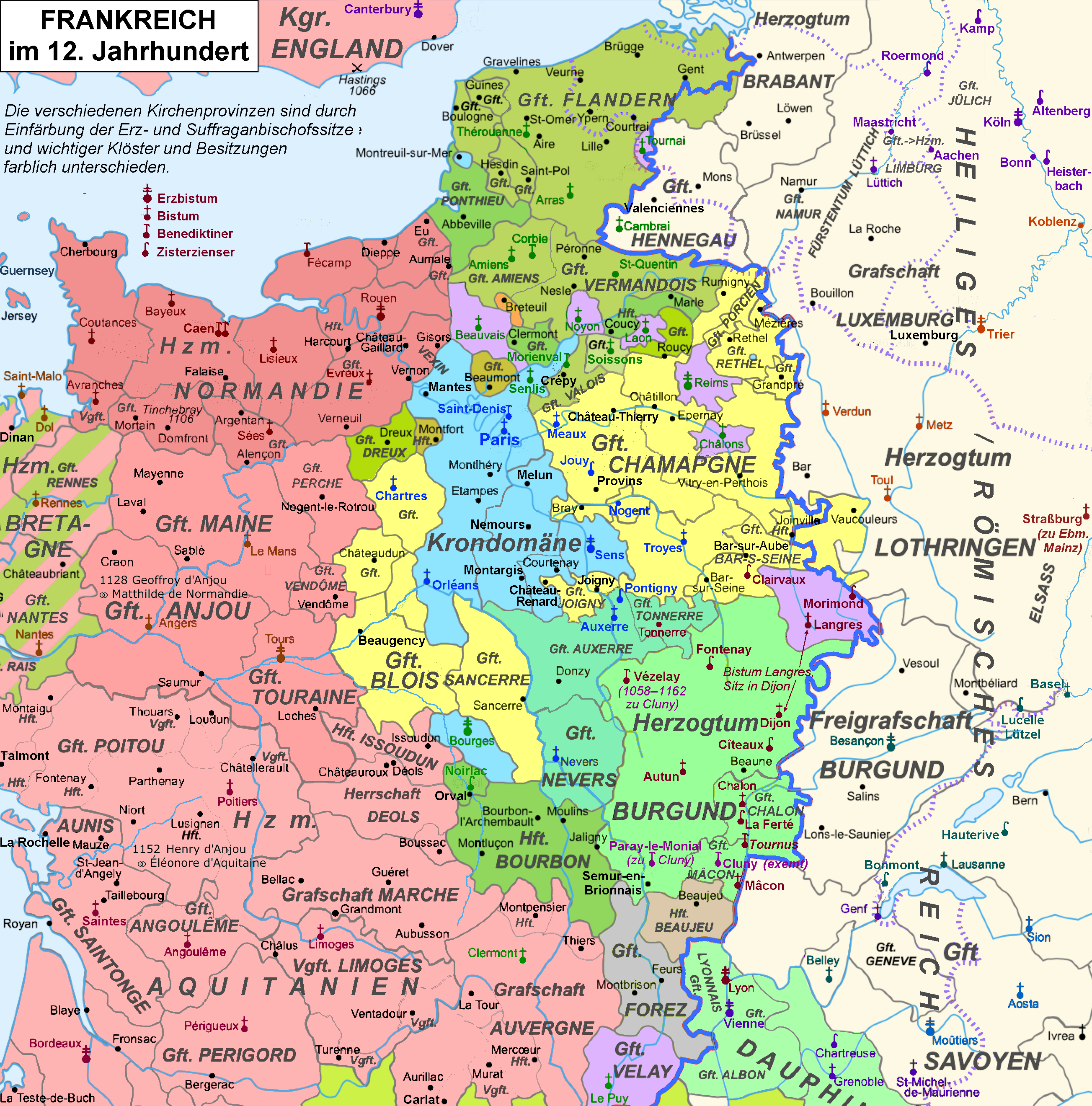
Pontigny Herzogtum Burgund, Grafschaft Champagne und der Krondomäne

### Quelle reformatorischer Ansätze
Abt Guichard, der den Bau der heutigen Kirche initiierte, scheint später als Bischof von Lyon die Bewegung der Waldenser unterstützt zu haben, die seit seinem Nachfolger im Bischofsamt, Jean Bellesmains, von der Amtskirche verfolgt wurden.

### Zufluchtsort
Im Lauf seiner Geschichte war das Kloster des Öfteren Zufluchtsort:
- Thomas Becket, der Erzbischof von Canterbury, weilte hier in den Jahren 1164 bis 1166. Er war wegen seines Konfliktes mit Heinrich II. aus England geflohen und verließ das Kloster, nachdem der König massiv Druck auf die Zisterzienser ausgeübt hatte.
- Der Theologe Stephen Langton hielt sich hier von ca. 1207 bis 1213 auf, bis der Widerstand des englischen Königs Johann Ohneland gegen seine Ernennung als Erzbischof von Canterbury nachließ und er nach England einreisen konnte, um sein Amt auszuüben.
- Edmund Rich von Abingdon, Hochschullehrer und Geistlicher, fand hier im Jahr 1240 Unterkunft.

### Ort säkularer Kultur
Im Jahr 1909 ging das Kloster  in den Besitz von Paul Desjardins über, der anschließend jeweils in den Jahren 1910 bis 1914 und danach von 1922 bis 1939 französische und internationale Intellektuelle bei den „Dekaden von Pontigny“ versammelte. Unter anderen nahmen teil: Antoine de Saint-Exupéry, Jean-Paul Sartre, Simone de Beauvoir, T.S. Eliot, Thomas Mann, Heinrich Mann und Helmut Kuhn. Letzterer war ein jüdischer Philosoph aus Berlin, der ab 1936 die Abbaye Pontigny als Zufluchtsort ansah und von hier aus mit seiner Familie sein zukünftiges Exil in Großbritannien plante. In Pontigny machte Helmut Kuhn die Bekanntschaft von Katharine Gilbert, einer amerikanischen Philosophin, die als erste Frau an der Duke University lehrte. Sie verschaffte Helmut Kuhn ab 1938 eine Professur an der Universität Chapel Hill.
Das Mutterhaus der Mission de France ist in Pontigny. Dadurch hat Pontigny den kirchenrechtlichen Status einer Territorialprälatur.

## Weinbau
Neben den religiösen Aufgaben spielte auch der Weinbau eine große Rolle. Die Mönche von Pontigny legten einen der ersten Weinberge der Region an, der die Grundlage für den berühmten Wein von Chablis bildete. Sie führten im Gebiet auch die Chardonnay-Rebe ein, die bis heute bedeutendste weiße Rebsorte von Chablis, und verankerten den Weinbau als zentralen Bestandteil der Landwirtschaft.

## Im Kloster beigesetzte Persönlichkeiten
- Adela von Champagne, (* 1145; † 4. Juni 1206 Paris), Gemahlin Ludwigs VII., Königin von Frankreich
- Edmund Rich, (* um 1180 in Abingdon/England; † 16. November 1240 in Soisy-Bouy, Frankreich), Erzbischof von Canterbury, Heiliger
- Paul Desjardins (* 22. November 1859 in Paris; † 13. März 1940 in Pontigny), Philosoph und Schriftsteller

## Jakobsweg
Das Kloster war und ist ein Anlaufpunkt auf einer der beiden von Vézelay ausgehenden Routen des Jakobswegs nach Santiago de Compostela.